# Лушники (Шосткинський район)
Лу́шники —  село в Україні, у Шосткинській міській громаді Шосткинського району Сумської області. Населення становить 380 осіб, 282 домогосподарства. Колишній орган місцевого самоврядування — Чапліївська сільська рада.

## Географія
Село Лушники знаходиться на лівому березі річки Осота, яка через 3 км впадає в річку Десна, вище за течією і на протилежному березі примикає село Чапліївка. Місцевість навколо села доволі зволожена та заболочена.
Місцевості біля села: Микілка, Церковне, Шахти, Городище, Пісочне, Рудка, Курган, Дутин хутір, Кривоногів хутір, Рудня (Чорна Гребля, колишній хутір), Окоп, Дубина, Побоїще, Чернече, Круча (раніше Високий Груд), Солом'яне.

## Символіка
На гербі зображений лучник, що вказує на первісну назву села (герб є промовистим). Дві медоносні бджоли вказують на лушниківських збирачів меду – бортників. Козацький хрест показує що село було козацьке. Синій колір вказує на велику кількість водойм біля села.

## Історія
Лушниківські збирачі меду – бортники згадуються в грамоті першого царя Московії Івана IV (Грозного) 1551 р., щодо угідь Новгород-Сіверського Спаського монастиря. Згідно історичних відомостей, село Лушники було засноване в 1552 році, спочатку як хутір (починок) Лучнев, у якому проживало декілька сімей. Із роками починок розростався і на початку XVIII ст. перетворився на село, яке спочатку називали Лучниками, а пізніше назва змінилася на Лушники. Офіційно стали селом у 1710 році.
У середині XVI століття в Лушниках діяла церква Різдва Христового, якій московський цар надав у власність лушниківські озера. У церкві зберігалася ікона св. Миколая, яка була віднайдена на старезному дубі вище по Десні над озером Ретеж, тобто за дві версти від Лушників в мальовничому місці, що зветься відтоді в народі Микілкою. Нове життя привнесли сюди поляки (1618-1648), зокрема новгород-сіверський хорунжий С.Вишля заселив не тільки Лушники, а й нові села Клишки на Осоті та Погорілівку, Обтове, Реутинці на Реті. Безпосередньо осадженням згаданих вище сіл займався борзненський підстароста Петро Михайлович Забіла (1580-1689). Він і став новим українським власником цього краю після козацької революції та наданням йому, вже як борзнянському сотнику, в 1656 році московським царем сіл Лушників, Клишок на Осоті та Реутинців на Реті. Забіла доклав чимало зусиль для розвитку краю, тим більше коли став займати другу по значимості в козацькій державі посаду генерального обозного (генерала артилерії), а в 1672 році він ледве не був обраний на посаду гетьмана. Петро Забіла передав у спадок середньому сину Степану село Лушники, а старшому Тарасу дістався тільки млин на Есмані, «де була рудня».
У 1826 р. було закладено на місці старої дерев'яної церкви нову кам'яну Різдво-Богородицьку церкву. Будівництво велося 31 рік за гроші сина лушниківського священика Івана Глядиковського відомого лікаря Прокопія Глядиковського. Церкву освятили у 1857 р. Вона відповідала архітектурному стилю класицизму з характерними для нього колонами.
Зазначені на межовому плані 1865 р. хутори Чернечий та Рудня на річці Есмані щезли в 1930-х рр. разом з іншими двома хуторами Дутин та Кривоногів, позначеними на триверстовій карті 1863 р. Вже на карті 1940 р. позначено на місці хутора Рудня хата лісника. За переказом, у вересні 1941 р. німці, що перебували біля Собича, розшукували Дутин хутір та курган, позначені на їхній карті. Нині лише назви урочищ нагадують про колишні хутори. 
У 1880 році у Лушниках була відкрита школа.
У 1958 р. за рішенням Ради Міністрів УРСР Лушники були включені до складу села Чапліївка.
У 2006 році у відреставрованій будівлі колишнього сільпо відкрили церкву Різдва Святої Богородиці. У лісі за Лушниками, у мальовничому місці на березі Десни є місце, яке в народі називають "Микілка". За народним переказом, на початку XVIII ст. у лісі на дубі проявився образ Святого Миколая, звідки й з'явилась назва місця. Зараз тут встановлений дубовий хрест із іконою Святого. Біля "Микілки" щороку 22 травня, на Весняного Миколи, настоятелі місцевих церков проводять богослужіння. Поклонитися "Микілці" приїжджають також віруючі із різних регіонів України.

## Населення
За переписом населення України 2001 року в селі мешкало 527 осіб.

### Мова
Розподіл населення за рідною мовою за даними перепису 2001 року:
| Мова       | Кількість | Відсоток |
| ---------- | --------- | -------- |
| українська | 522       | 99.05%   |
| російська  | 5         | 0.95%    |
| Усього     | 527       | 100%     |

## Сьогодення
У селі працюють бібліотека, сільський клуб, аптека, недавно був відремонтований та оновлений фельдшерсько-акушерський пункт. Ще до 2010 року у селі працювала школа, але у зв'язку із скороченням кількості учнів її діяльність була призупинена. Зараз школярів возять шкільним автобусом на навчання у с. Чапліївку.

## Відомі люди
Журавель Михайло Петрович (14. 10. 1948р) - вчений у галузі біології розмноження тварин, талановитий викладач вищої школи.

## Цікаві факти
- Назва села демонструє слід албанського впливу в топонімії Сіверщини (алб. Lushinjё (Люшня) - приморський район Албанії).[5]
- За подвірним переписом 1883 р., найбільше майстрів з вироблення коліс – колісників у Кролевецькому повіті було в Лушиках та Чепліївці – 45.[6]